# Escítia dins de l'Ímaus
L'Escítia dins de l'Ímaus (llatí: Scythia Intra Imaum) era una regió geogràfica definida per Claudi Ptolemeu que diu que era limitada al sud i a l'est per Sogdiana, Margiana i els saques (sacae); al nord per terres desconegudes; i a l'est per la prolongació nord de la serralada de l'Ímaus. És una de les dues parts en què Ptolemeu divideix Escítia.
Els seus rius eren el Rimmos, el Daix, el Iaxartes, el Iastos i el Politimetos (Zarafxan).
Les muntanyes eren els monts Hiperbòreus, Alans, Rímmics, Norossos, Aspisis, Tapurs, Siebs, i les Anàreus, totes a l'oest de l'Ímaus.
Hi vivien els escites alans tocant a la Terra incògnita, els suobens, els alanorsos, entre els quals hi havia les tribus dels setians, els masseus, i els siebs; els tectòsaques tot al llarg de l'Ímaus, els roboscs a les capçaleres del riu Ra entre els quals es trobaven els asmans. Després els paniards, que tenien al sud el territori de Canodipsa, els coraxos, els òrgasos, i els erimmes, que habitaven fins a les ribes de la mar Càspia, amb els asiotes situats a l'est. Els aorsos, i els iaxartes vora el riu Iaxartes venien a continuació, els setians, els mologens, i els samnites vivien més al sud, i els zàrates i els sàsons més al sud encara. Els tibiaques, els iastes, els maquetegs, i els norosbs habitaven les valls del mont Norossos, i tenien al sud els norossos i els escites càcagues al curs del riu Iaxartes. Els escites aspisis i els escites galactòfags eren pobles escites, i els sueus, els tapurs, els escites anàreus, els ascatanques, els ariaques, els namastes, els sagarauques, i els ribis se situaven al llarg del riu Oxus.